# Piramide di Falicon

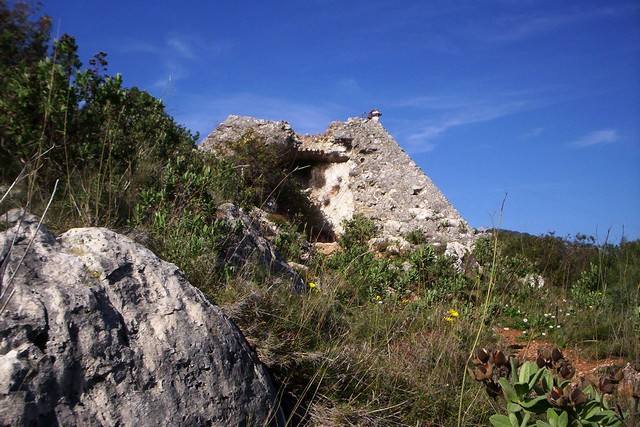
Resti della piramide di Falicon

La piramide di Falicon è un antico monumento di forma piramidale posto nella campagna presso la cittadina di Falicon, sulla riviera francese, vicino a Nizza.
Si trova sopra una grotta carsica conosciuta come "grotta dei Pipistrelli" (occitanico: bauma des Ratapignata) ed è una delle poche piramidi in Europa. La struttura è costituita da piccole pietre di forma irregolare, possiede un angolo di inclinazione piuttosto acuto ed è parzialmente in rovina. Mentre gran parte della sezione superiore è mancante quella inferiore è abbastanza ben conservata. 
Sono ignoti lo scopo e le origini della piramide sebbene sia stato suggerito che possa essere stata costruita da legionari romani dediti a pratiche religiose di origine egiziana. Si suppone pure che il numero di gradini che portano alla grotta inferiore possa corrispondere ai sette livelli dei rituali d'iniziazione del culto di Mitra, una religione orientale molto diffusa tra i membri dell'esercito romano del tardo impero. 
A queste teorie sull'origine della piramide si contrappone una storia molto diversa. Nel 1803, un giovane poeta vastese, Domenico Rossetti, durante un'escursione nelle colline dietro Nizza, nel comune di Falicon, scopre una grotta carsica molto interessante. Per far conoscere questa sua scoperta scrive un poemetto di 1300 versi che ha molto successo e che rende famosa la grotta. Per rendere più facile l'identificazione della grotta ai turisti, il proprietario del terreno dove si apre la grotta fa costruire una piramide al di sopra dell'entrata della stessa e vi fa apporre una targa che riporta il nome dello scopritore e la data (probabilmente "Domenico Rossetti, 23 marzo 1803, Grotta di Falicon, detta dei ratapignata"). Alla fine del secolo, passata la moda, la grotta di Falicon finisce nell'oblio ed anche la piramide subisce l'oltraggio del tempo. Anche la targa si deteriora fino a rendere illeggibile il testo originario. Nel 1901 Jules Gavet "riscopre" la grotta e la sua piramide, di cui ormai si è persa la storia, e nasce così il "mistero" della piramide, avvalorata nel 1920 da Etienne Gotteland ed a seguire da tanti altri.